# Jeanne Fichel
Jeanne Fichel, de soltera Samson (Lyon, Francia, 17 de julio, de 1849- Neuilly-sur-Seine, Francia, 17 de julio de 1906), fue una pintora de género francesa.

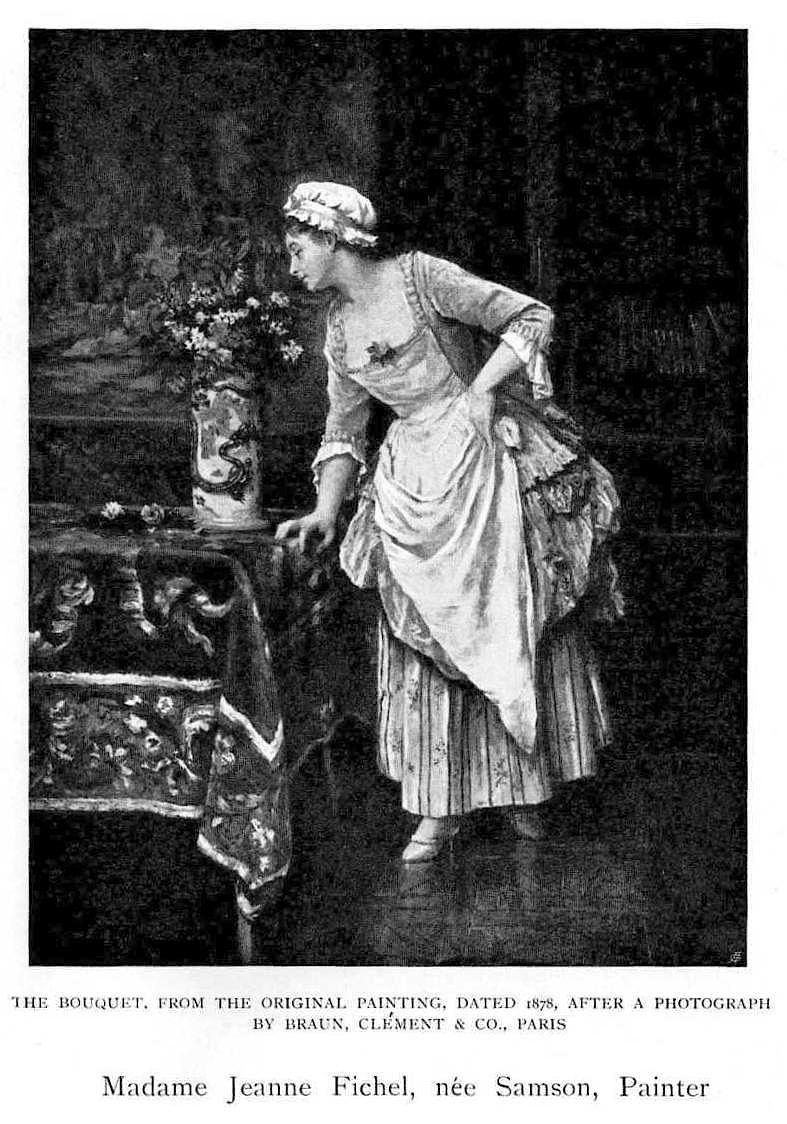
El ramo

Fichel fue alumna del pintor Eugène Fichel, con quien más tarde se casó. Mostró obras en el Salón de París a partir de 1869. Su obra de 1878 El ramo se incluyó en el libro Mujeres pintoras del mundo.